# Baruch Jeitteles
Baruch ben Jona Jajteles (někdy též Benedikt Jeitteles, či Jeiteles apod., 22. dubna 1762, Praha – 18. prosince 1813 tamtéž) byl osvícenský rabín, znalec talmudu, spisovatel a lékař z Čech. Pocházel z pražského rodu Jajtelesů.

## Život
Narodil se v Praze jako nejstarští syn lékaře Jonáše Jajtelese (1735–1806) a bratr orientalisty Judy Jajtelese (1773–1838) a dalších dvou bratrů, Gottlieba a Izáka.
Baruchův syn Ignác Jajteles (1783–1845) byl česko-rakouský spisovatel.
V pražské židovské komunitě tehdy převládala ortodoxie, Baruch Jajteles však byl stoupencem učení Mojžíše Mendelssohna a jeho osvícenství (Haskala), v důsledku čehož narazil na silný odpor v pražské židovské komunitě. Jajteles vedl pražskou ješivu a byl rabínem v Klausové synagoze.
Ač byl žákem Ezechiela Landaua, jakožto liberál byl jeho oponentem svého učitele, který se stavěl proti všem inovacím. Po Landauově smrti v roce 1793 Jajteles napsal jeho nekrolog, ve kterém o něm hovořil jako o spravedlivém cadikovi, čímž se Jajteles dostal do konfliktu s ostatními osvícenci. Jeho pozice se postupem času změnila z radikálnějšího proudu osvícenství na více konzervativní.
Jajteles byl aktivní v záležitostech obce i celého města a prosazoval různé modernizace. Jako lékař prosazoval zřízení nemocnic v Praze po napoleonských bitvách u Chlumce a Drážďan, které zanechaly mnoho zraněných. Během osobního ošetřování raněných a nemocných se nakazil skvrnitým tyfem a zemřel v roce 1813 v Praze. Jeho hrob je na starém židovském hřbitově v Praze na Žižkově.

## Spisy
- Amude ha-Schaar. Praha 1785 (o problémech talmudu)
- Dibre Yosef ha-Sheni ha-Aaronim. Praha 1790 (překlad z němčiny)
- Eme ha-baka. Praha 1793 (nekrolog k úmrtí rabína Jecheskele Landaua)
- Ha-Oreb. Vídeň 1795 (údajně publikoval Phinehas Hananiah Argosi de Silva v Soluni, ve skutečnosti však sám Jajteles; zabývá se jeho sporem s Landauem)
- Siah ben Shenat. Praha 1800 (zveřejněno anonymně a připsáno jeho bratrovi Judovi)
- Taam ha-Melech. Brno 1801–03 (komentář k Ša'ar ha-Melech od Isaaka Nuñeze Belmonteho)
- Očkování kravských neštovic. Praha 1804 (přednáška o očkování proti neštovicím)

Jajteles také psal hebrejské básně a epigramy, které se objevily v díle jeho bratra Bene ha-Neurim. V roce 1794 vyšly v časopise Ha-Meassef překlady bajek Gottholda Ephraima Lessinga a Lichtwera z němčiny do hebrejštiny. V různých časopisech se objevovaly německé a hebrejské ódy a elegie, ale i smuteční a další proslovy.